# Ocroeme tricolor
Ocroeme tricolor är en skalbaggsart som beskrevs av Martins 1980. Ocroeme tricolor ingår i släktet Ocroeme och familjen långhorningar. Inga underarter finns listade i Catalogue of Life.